# Dreifaltigkeitssäule (Budapest)

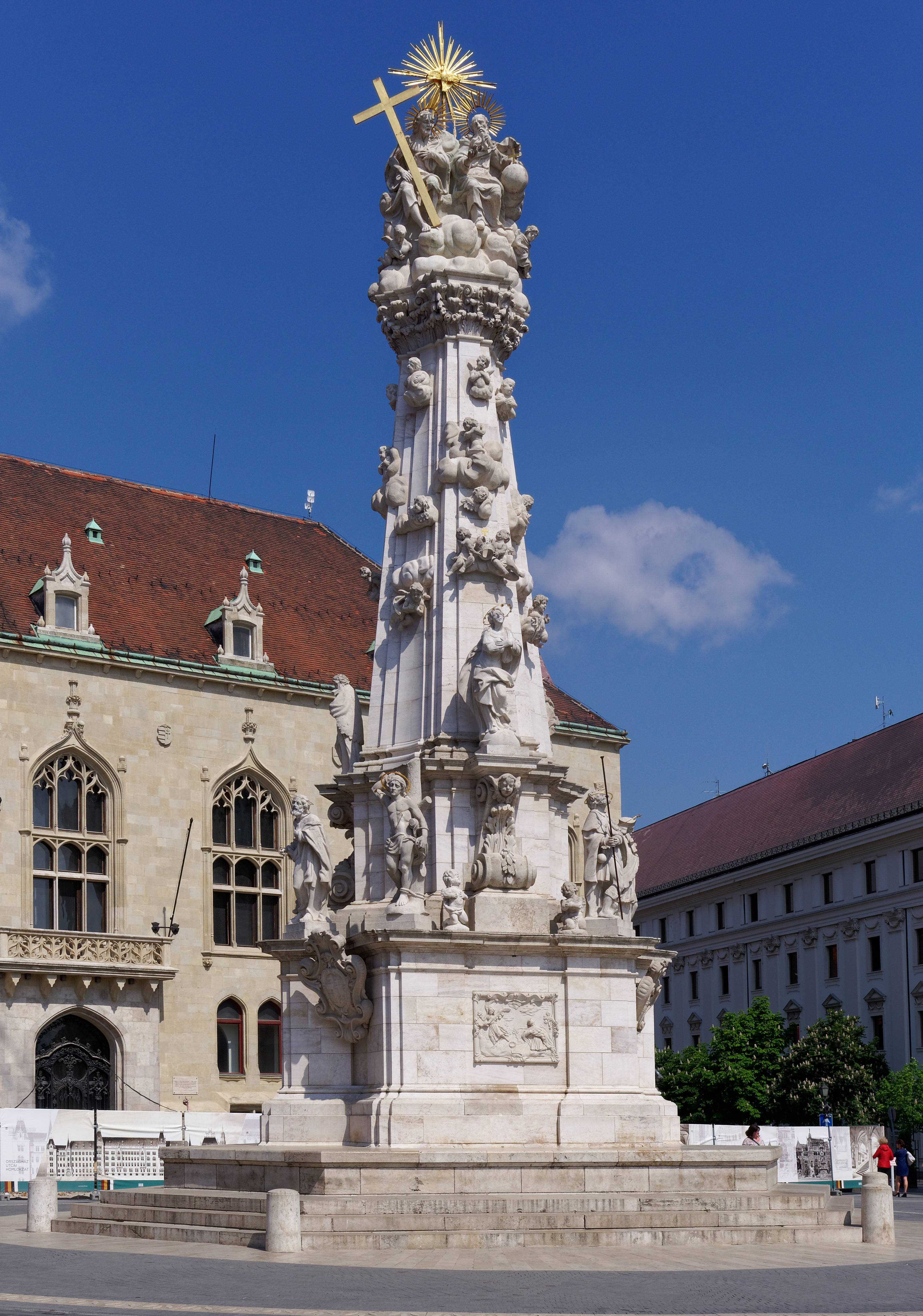
Dreifaltigkeitssäule, 2019

Die Dreifaltigkeitssäule (ungarisch Szentháromság-oszlop, auch Szentháromság-szobor, deutsch Dreifaltigkeitsstatue genannt) ist eine denkmalgeschützte Pestsäule am Dreifaltigkeitsplatz im Burgviertel von Budapest.

## Geschichte
Nach dem Abklingen der Pestwelle beschloss der Stadtrat von Buda im Jahr 1694 die Errichtung eines Denkmals an die Heilige Dreifaltigkeit, um den Toten der Pest zu gedenken. Eine erste 1706 vom Architekten Vereio Ceresola und dem Bildhauer Bernát Ferretti geschaffene Statue wurde 1709 feierlich enthüllt. Nach einer weiteren Pestwelle beschloss der Stadtrat jedoch den Bau einer prunkvolleren Säule und ließ die alte Säule vom ursprünglichen Standort entfernen und auf dem Zsigmond tér in Újlak (heute Teil des II. und III. Bezirks) aufstellen, wo sie heute noch steht.
Die neue Säule wurde von Fülöp Ungleich und Antal Hörger geschaffen und am 11. Juni 1713 eingeweiht.
Im Jahr 1856 wurde die Säule erstmals restauriert und innerhalb des Platzes etwas versetzt.
Am 30. Dezember 1916 leistete Karl IV. am Fuße der Säule seinen Eid als neuer ungarischer König.
Da die Säule bei der Schlacht um Budapest im Zweiten Weltkrieg beschädigt wurde, mussten einige Statuen und Reliefs neu angefertigt werden. Die Originale befinden sich heute im Kiscelli Museum im III. Bezirk.

## Beschreibung
Die Säule im Barockstil ist 14,4 Meter hoch. An den Seiten des sechseckigen Plateaus befinden sich drei Reliefs, welche die Pestwelle in Budapest, den betenden König David, und die Dreifaltigkeit darstellen. Zwischen den Friesen sind Kartuschen mit den Wappen von Budapest, Ungarn und den Habsburgern angebracht. Die Kartusche mit dem Wappen der Habsburger wurde im Krieg zerstört und später durch eine Gedenktafel ersetzt. Darüber befinden sich die Skulpturen von Rochus von Montpellier, des heiligen Johannes, Christophorus, Augustinus von Hippo und Sebastian. Darüber befinden sich die Skulpturen von Maria, Johannes des Täufers und Franz Xaver. Darüber befinden sich Engelsköpfe, die oben von der Dreifaltigkeitsgruppe bekrönt sind.

## Galerie

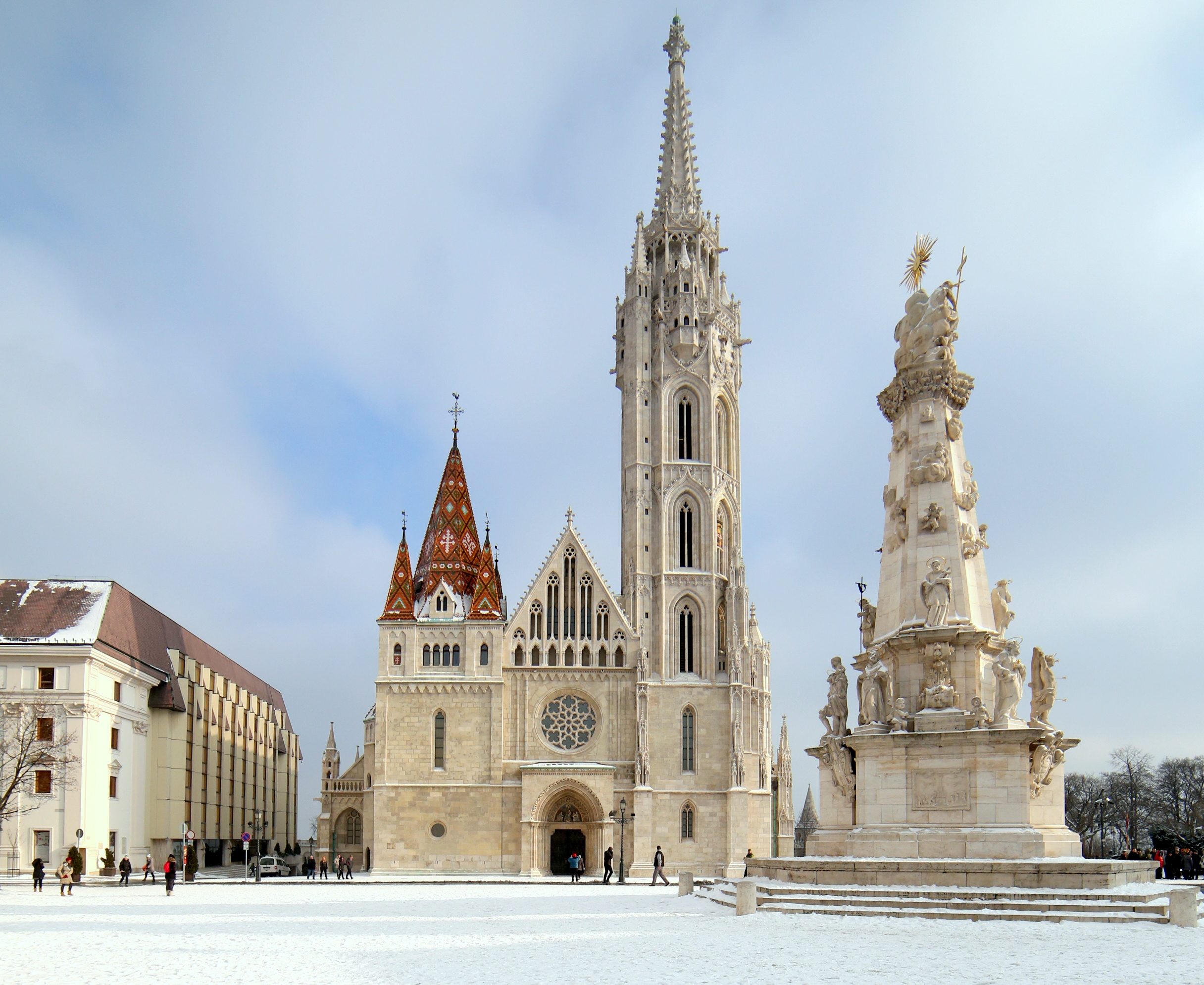
Matthiaskirche und Säule
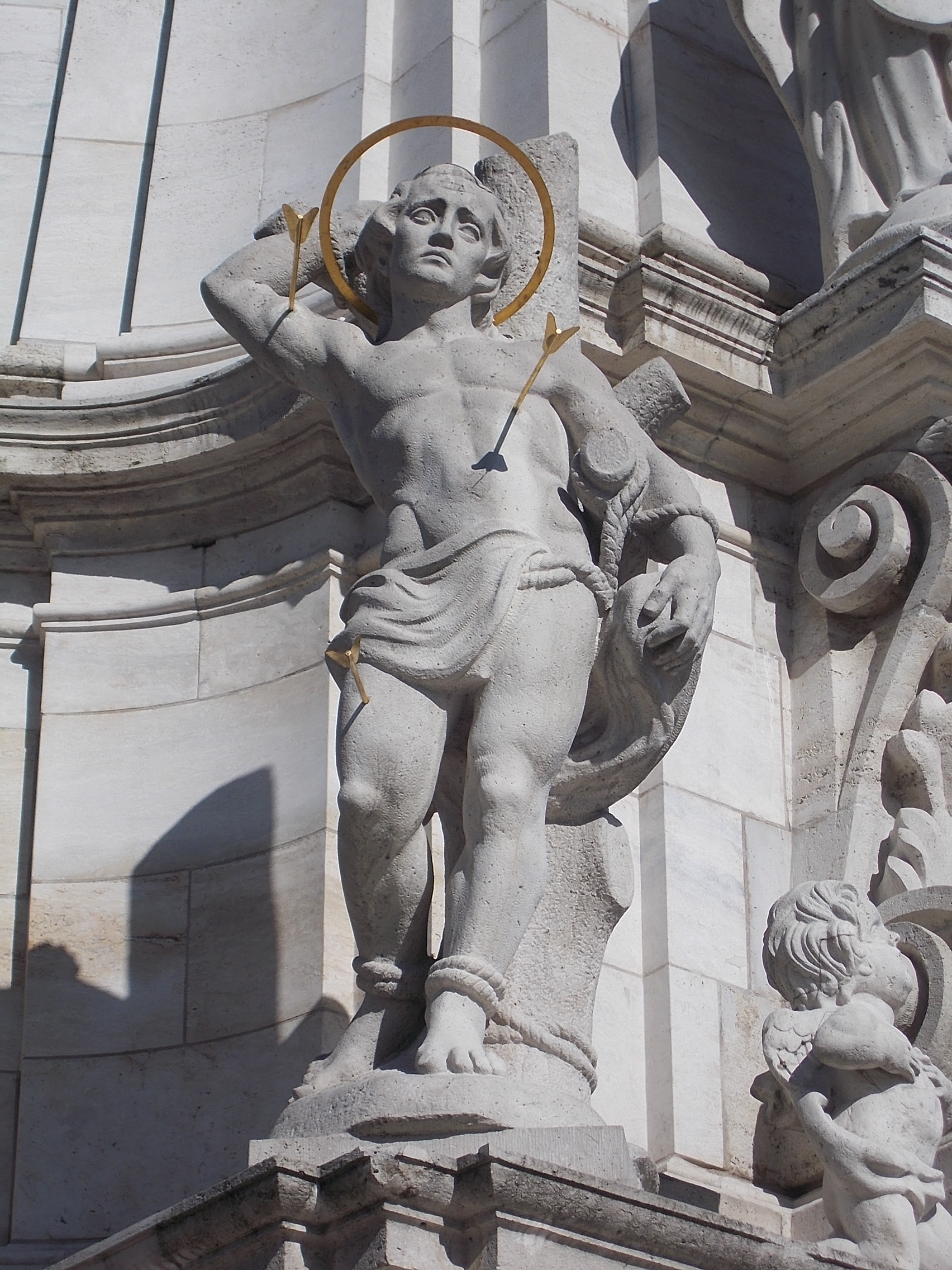
Skulptur des heiligen Sebastian
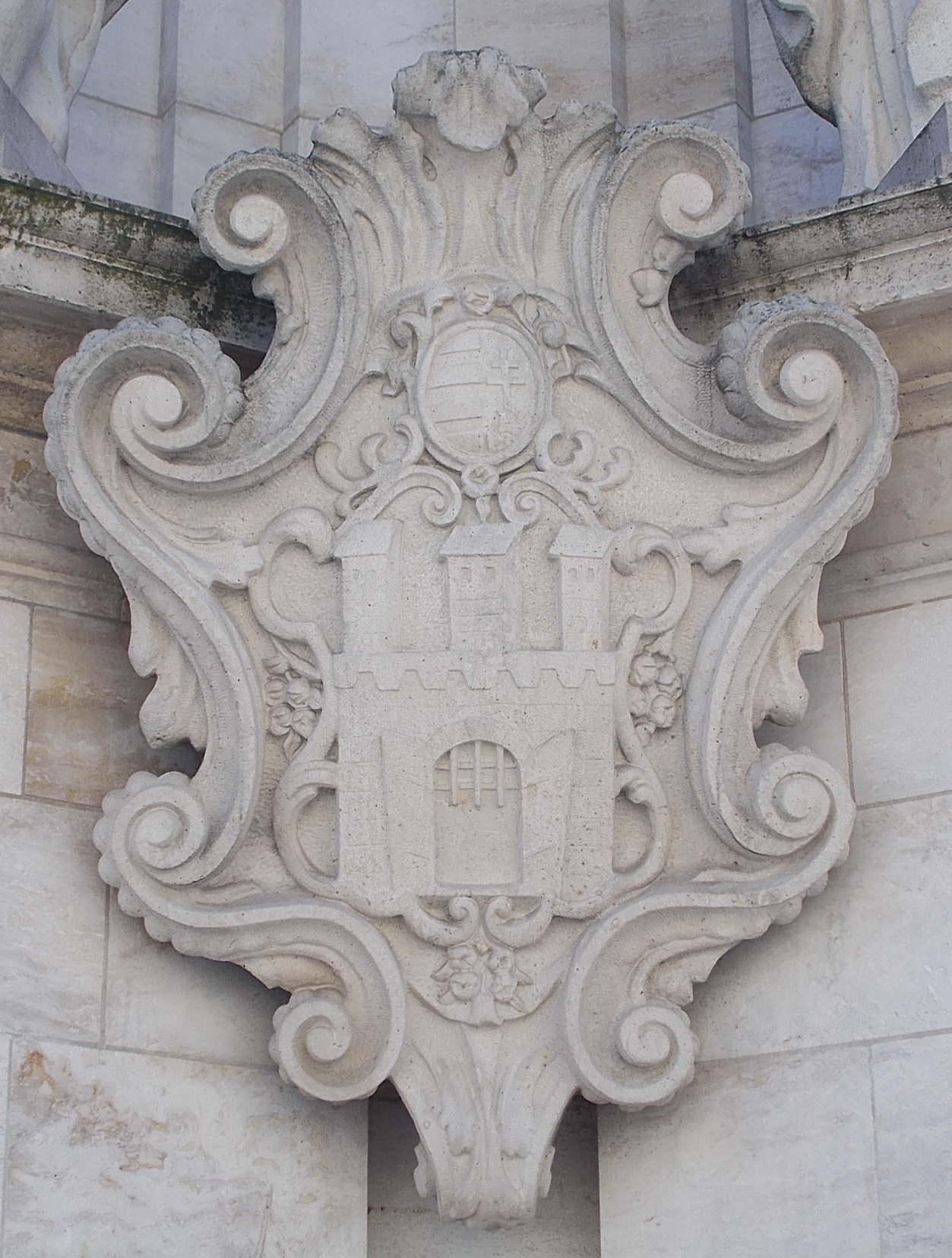
Kartusche mit dem Wappen von Budapest
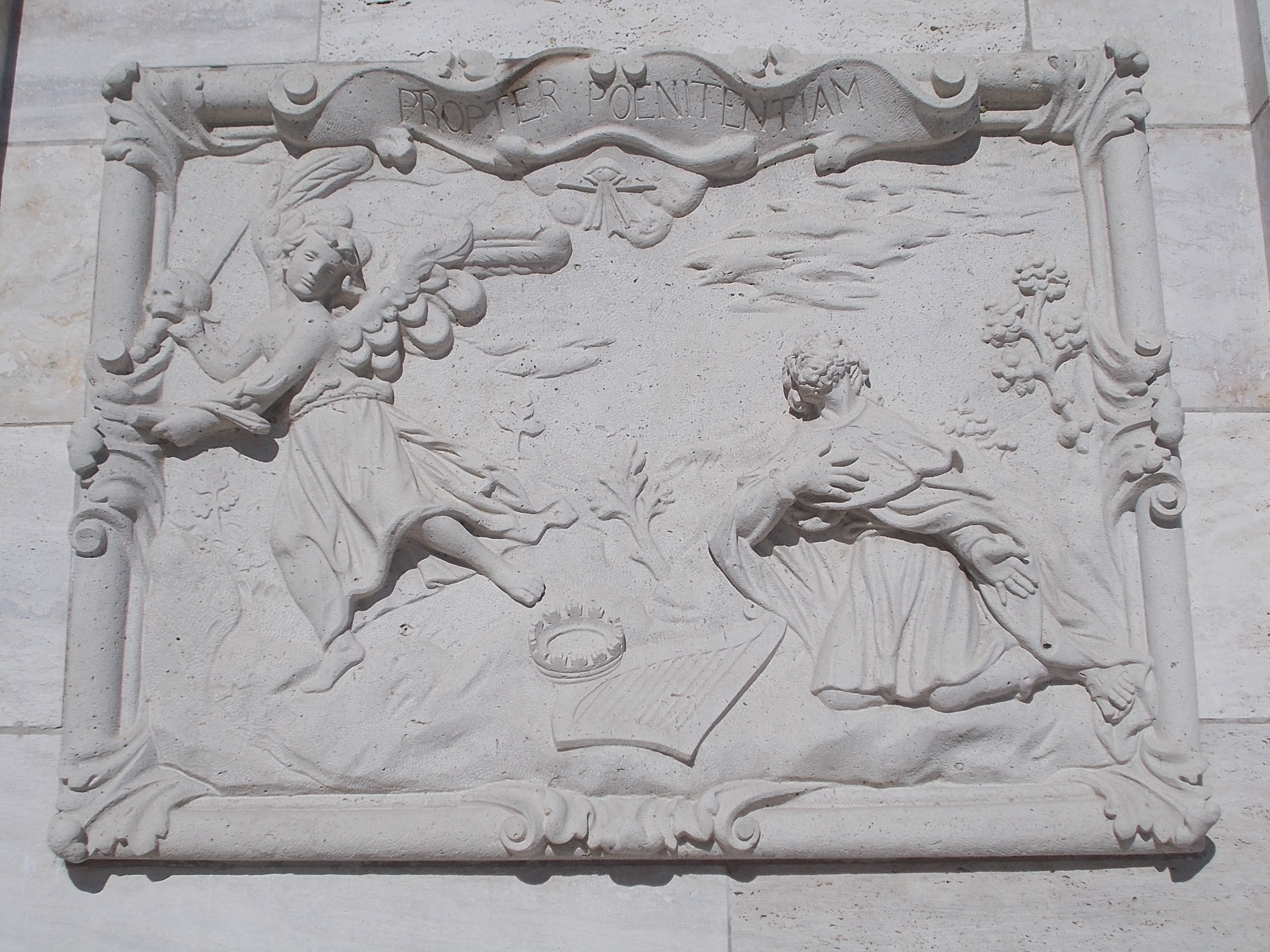
Relief mit König David
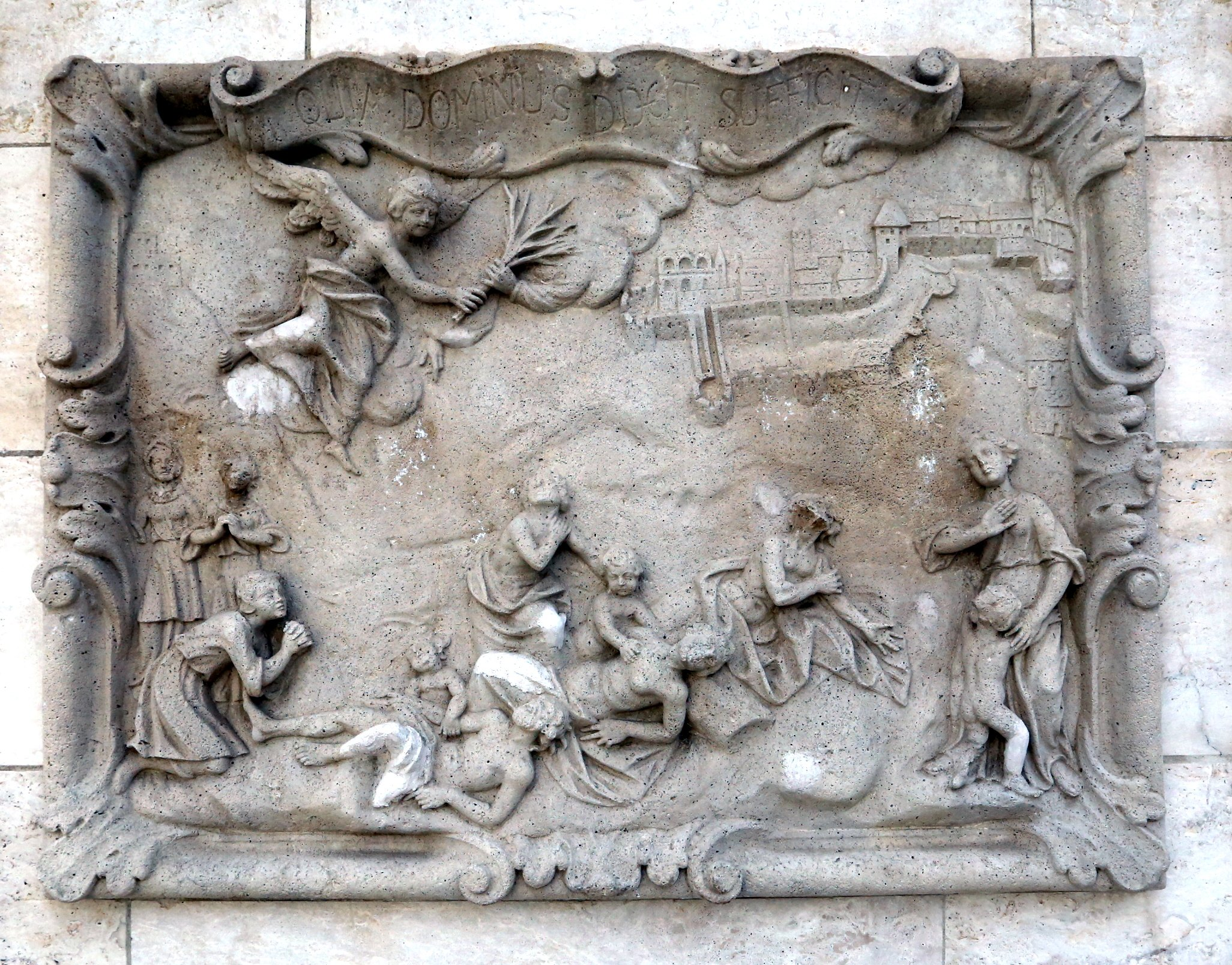
Relief mit Pestszene
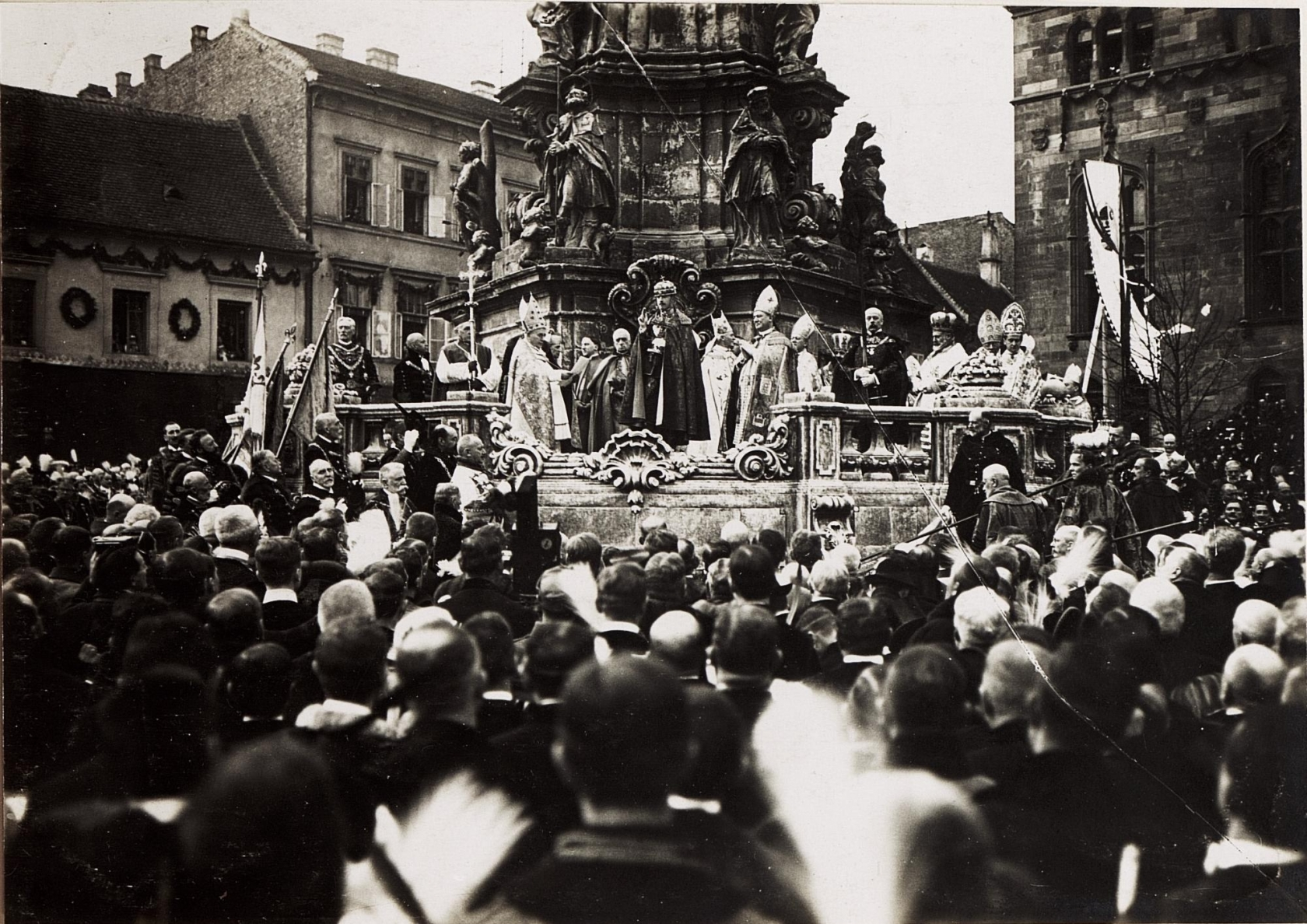
Eidesleistung König Karls IV. am 30. Dezember 1916
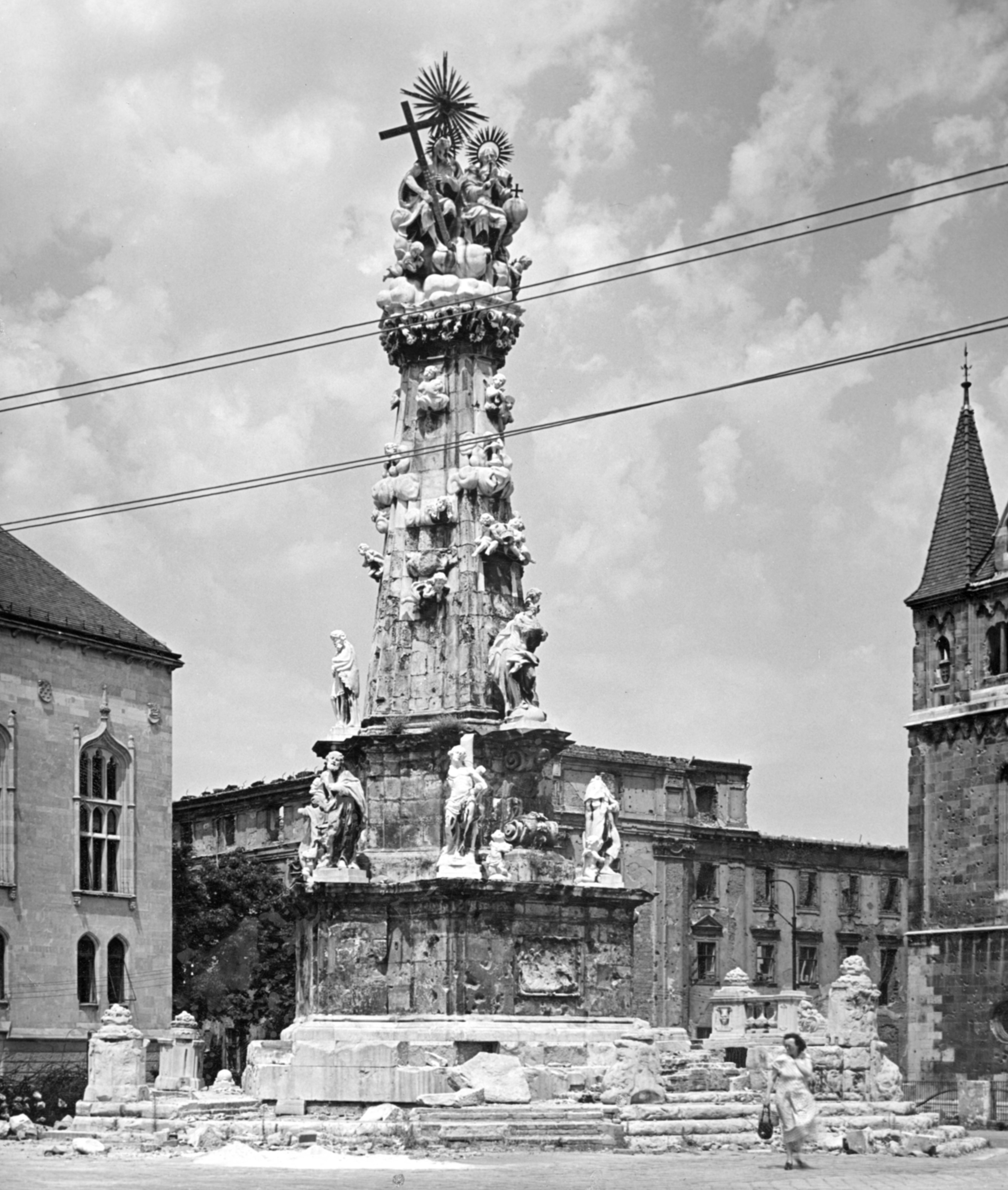
Beschädigungen durch den Krieg